# Великая ложа Японии
Великая ложа Японии (ВЛЯ) (яп. 日本グランドロッジ), или Великая ложа вольных и принятых каменщиков Японии — регулярная великая ложа в Японии. Она была основана в 1957 году.
Великая ложа Японии имеет взаимное признание с Объединённой великой ложей Англии и 150 регулярными великими ложами мира.

## История

### Первый масон посетивший Японию
Первым масоном, кто посетил Японию, был голландский торговец Исаак Тицинх. Он был посвящён в Батавии в 1772 году, когда находился на службе в Голландской восточно-индийской компании. Он приезжал в Японию три раза — в 1779—1780 годах, в 1781—1783 годах, и в 1784 году. В 1784 году он возглавил Голландский торговый пост в Нагасаки. Исаак Тицинх познакомился со многими японцами из высшего света и с японскими учёными получившими западное образование.
Его книги, мемуары и «Иллюстрации Японии» являются ценными источниками информации о Японии, её народе и обычаях во второй половине 18-го века.

### Конец изоляции
В то время как Япония находилась в состоянии изоляции, иностранные суда часто посещали её берега.
В первой половине 19-го века их присутствие стало особенно заметно. Они призвали Японию открыть порты. В конце концов правительство открыло страну и пришло к выводу, что нужно заключать договоры с иностранными державами. Договоры включали вопрос экстерриториальности, по которому иностранные граждане в Японии находились в правовой юрисдикции консулов своих стран. Упразднение затворничества бросило страну в хаос. Неравноправные договоры с рядом стран, безудержная инфляция, в значительной степени из-за начала внешней торговли и других неблагоприятных факторов, привели в результате к выражению недовольства японцев, особенно самураев, что породило идею «Сонно дзёи» (объединение страны под эгидой Императора и ограничение вторжения вызванного иностранцами).
Неудовлетворенные политикой правительства в отношении иностранных государств, некоторые самураи воспользовались ситуацией стали нападать на иностранцев, встревоженные тем, что правительство стало слабеть. Такие атаки стали частыми в конце 1850 и начале 1860-х годов. Это привело к тому, что иностранные державы выразили протесты. В результате чего, в 1863 году японское правительство согласилось присутствию на своей территории английских и французских войск, которые дислоцировались в Йокогаме.

### Первая ложа в Японии
Именно в этот период первая масонская ложа была основана в Японии. Это была военная ложа, которая получила название «Сфинкс», и имела № 263. Ложа находилась под конституцией Великой ложи Ирландии, и прибыла в Японию с 20 британским полком, который прибыл в Йокогаму в 1864 году. Будучи военной ложей, она пробыла в Японии недолго, и провела своё последнее собрание в марте 1866 года.

### Формирование местных лож
В то же время, те масоны, кто проживал в Йокогаме имели намерение создать местную ложу. После чего они ходатайствовали о формировании такой ложи к Объединенной великой ложи Англии.
Таким образом, первая местная ложа, «Йокогама» № 1092, появилась на свет. Проведение первого собрания состоялось 26 июня 1866 года. На нём были сформированы в общей сложности шесть английских и три шотландские ложи в Японии. С упразднением экстерриториальности в 1899 году, братья стали проводить свои собрания в соответствии с соглашением с японским правительством, в котором правительство требовало; что деятельность братства будет продолжаться до тех пор, пока членство будет ограничено иностранными гражданами, а встречи будут проходить без рекламы и показухи. В состав лож вошли те, кто внёс свой вклад в модернизацию Японии, например: Е. Фишер, немецкий торговец, участвовавший в развитии Кобе; Уильям Г. Эстон, британский дипломат изучавший японскую литературу, чьи произведения переведены в Японии и изданы на английском языке; А. Кирби, который построил первый бронированный военный корабль в Японии; Томас У. Киндер, британец, который был ответственным Бюро Минт в Осаке; Джон Р. Блэк, британский журналист, который выпускал англоязычную газету, газету Японии, и другие японские газеты, а также написал важную книгу о молодой Японии; Уильям Х. Стоун, британский инженер связи и телекоммуникаций; Пол Сарда, французский архитектор; Эдвард Х. Хантер, британский инженер судостроитель; Джон Маршалл, британский капитан порта; Феликс Беато, британский фотограф; и Стюарт Элдридж, американский врач. Во всяком случае, все члены лож в Японии в те дни были иностранцами.

### Первые японские масоны
Среди первых японских масонов были два японских ученых — Амане Ниши (1829—1897) и Цуда Мамичи (1829—1903) — который учился в Лейденском университете в Голландии с 1862 по 1865 годы под руководством профессора Саймона Виссеринга, который также был масоном. Ниши был посвящён в ложе «La Vertu» № 7 в Лейдене в октябре 1864 года и Цуда в ноябре 1864 года.
Тадасу Хаяси (1850—1913), карьерный дипломат, а затем государственный деятель, был в Англии с 1900 по 1906 год и стал членом английской ложи. Англо-японский альянс был заключён в 1902 году, и этот договор от имени Японии подписал Хаяси. Он был посвящён в ложе «Эмпайр» № 2108 в феврале 1903 года, во вторую степень в марте и возведён в степень мастера-масона в мае того же года. Тадасу Хаяси стал мастером ложи в январе 1904 года. Его быстрый прогресс в этой должности был связан с тем, что он хотел бы подтвердить свою высокую официальную позицию до его отъезда из Англии, и в ближайшем будущем для назначения на какой-либо другой пост. Когда его миссия в качестве дипломата закончилась в Лондоне, то он стал первым японским послом в Великобритании. Японские граждане были посвящены в масонские ложи в некоторых других странах, в США и на Филиппинах.

### Начало войны
Ситуация начала ухудшаться для масонов в Японии в конце 1930-х годов, когда
государственные органы начали расправляться с братством, особенно после начала войны с Китаем в 1937 году. В начале 1940-х антимасонское движение усилилось и всем ложам было предписано прекратить свою деятельность.

### После войны
После войны были возобновлены масонские собрания. Одна английская и две шотландские ложи выжили. С 1947 по 1956 годы было основано 16 лож. Генерал Дуглас Макартур (будучи масоном), который был верховным командующий союзными войсками, которые оккупировали Японию после войны, благоприятно относился к возобновлению масонской деятельности в Японии. В конечном счёте членство в масонских ложах стало доступно для граждан Японии. Семь японских мужчин, в том числе пять членов парламента Японии, были впервые посвящены в Японии в 1950 году. В марте 1956 года 15 филиппинских лож, работающих в Японии образовали Великую ложу Японии.
Членство в последующие годы неуклонно росло и достигло 4786 масонов в 1972 году. С тех пор количество членов Великой ложи Японии пошло на убыль, и в настоящее время составляет чуть более 1600 масонов (по состоянию на сентябрь 2016 года).